# Metalimnobia marlieri
Metalimnobia marlieri är en tvåvingeart som först beskrevs av Alexander 1976.  Metalimnobia marlieri ingår i släktet Metalimnobia och familjen småharkrankar. Inga underarter finns listade i Catalogue of Life.